# Marcelo Capalbo
Marcelo Capalbo (Montevideo, 23 de setiembre de 1970) es un exjugador y actual entrenador de baloncesto uruguayo. Es considerado uno de los más destacados jugadores de su país de las últimas décadas. Su estilo de juego, basado en la velocidad, marcó para muchos un antes y un después en la historia del baloncesto uruguayo.
La mayor parte de su carrera como profesional la desarrolló en su país, pero jugó también en Sudamérica (Argentina y Chile) y Europa (Grecia, Italia y España), en clubes de primera y segunda división.
Fue internacional en varias ocasiones con la selección de Uruguay, integrando el plantel del combinado nacional que obtuvo el título en dos ediciones del Campeonato Sudamericano de Baloncesto: Montevideo 1995 y Maracaibo 1997. También contribuyó con la conquista de la edición especial de ese torneo disputada en Paraguay en 1994, donde todos los equipos presentaron jugadores con alturas menores a 1,95 metros.

## Clubes

### Como jugador
| Club                   | País      | Año         |
| ---------------------- | --------- | ----------- |
| Malvín                 | Uruguay   | 1987 - 1990 |
| Aguada                 | Uruguay   | 1990        |
| Malvín                 | Uruguay   | 1991        |
| Hebraica y Macabi      | Uruguay   | 1992 - 1996 |
| Olympia Larissa        | Grecia    | 1996        |
| Hebraica y Macabi      | Uruguay   | 1996        |
| Baloncesto Fuenlabrada | España    | 1997        |
| Welcome                | Uruguay   | 1997 - 1998 |
| Ferro Carril Oeste     | Argentina | 1999        |
| Baloncesto León        | España    | 1999 - 2000 |
| Welcome                | Uruguay   | 2000        |
| Lineltex Imola         | Italia    | 2001        |
| Malvín                 | Uruguay   | 2001        |
| Etosa Murcia           | España    | 2001        |
| Virtus Rieti           | Italia    | 2002        |
| UPEA Capo D'Orlando    | Italia    | 2003        |
| Pugliese Brindisi      | Italia    | 2003        |
| Defensor Sporting      | Uruguay   | 2003        |
| Liceo Mixto            | Chile     | 2004        |
| Defensor Sporting      | Uruguay   | 2004        |
| Olimpia                | Uruguay   | 2005        |
| Soriano                | Uruguay   | 2006        |

### Como entrenador
| Club                              | País    | Año         |
| --------------------------------- | ------- | ----------- |
| Welcome                           | Uruguay | 2010        |
| Aguada                            | Uruguay | 2011 - 2013 |
| Hebraica y Macabi                 | Uruguay | 2013 - 2014 |
| Biguá                             | Uruguay | 2014        |
| Bohemios (formativas)             | Uruguay | 2015-2016   |
| Selección de Uruguay (formativas) | Uruguay | 2016- Act.  |

## Palmarés

### Como jugador

#### Clubes

##### Torneos nacionales
| Título             | Club              | País    | Año  |
| ------------------ | ----------------- | ------- | ---- |
| Campeonato Federal | Hebraica y Macabi | Uruguay | 1994 |
| Campeonato Federal | Welcome           | Uruguay | 1997 |
| Campeonato Federal | Welcome           | Uruguay | 1998 |
| Campeonato Federal | Welcome           | Uruguay | 2000 |
| Campeonato Federal | Defensor Sporting | Uruguay | 2003 |

##### Torneos internacionales
| Título                                                  | Club              | País     | Año  |
| ------------------------------------------------------- | ----------------- | -------- | ---- |
| Vicecampeón Campeonato Sudamericano de Clubes Campeones | Hebraica y Macabi | Colombia | 1995 |
| Vicecampeón Campeonato Sudamericano de Clubes Campeones | Welcome           | Bolivia  | 1998 |

#### Selección
| Título                                      | Club                 | País      | Año  |
| ------------------------------------------- | -------------------- | --------- | ---- |
| Campeonato Sudamericano de Baloncesto Extra | Paraguay             | 1994      |      |
| Campeonato Sudamericano de Baloncesto       | Selección de Uruguay | Uruguay   | 1995 |
| Campeonato Sudamericano de Baloncesto       | Selección de Uruguay | Venezuela | 1997 |

#### Distinciones individuales
| Distinción                                                                                   | Año  |
| -------------------------------------------------------------------------------------------- | ---- |
| Jugador revelación - Campeonato Federal                                                      | 1988 |
| Mejor jugador - Campeonato Federal                                                           | 1994 |
| Mejor asistente - Nominado al quinteto ideal del Campeonato Sudamericano de Clubes Campeones | 1994 |
| MVP - Campeonato Sudamericano de Baloncesto (sub 1,95 m)                                     | 1994 |
| MVP - Juegos Panamericanos                                                                   | 1995 |
| Mejor jugador del Campeonato Sudamericano de Baloncesto                                      | 1995 |
| MVP - Campeonato Sudamericano de Baloncesto                                                  | 1997 |
| Mejor asistente - Nominado al quinteto ideal del Torneo FIBA Américas                        | 1997 |
| MVP - Campeonato Federal                                                                     | 2000 |
| Mejor asistente - Campeonato Federal                                                         | 2003 |

## Vida personal
Marcelo Capalbo es padre de Lucas Capalbo, quien también juega al baloncesto de manera profesional. 
En 2012 debuta como escritor con la publicación del libro Deleite, una autobiografía publicada por la Editorial Fin de Siglo.
En televisión, participó como panelista en el programa Esta boca es mía, en el canal 12 de Uruguay.